# Chèvreville
|  | Per a altres significats, vegeu «Chèvreville (Oise)». |

Chèvreville és un municipi francès al departament de la la Mànega de la regió de Normandia. L'any 2007 tenia 196 habitants.

## Demografia

### Població
El 2007 la població de fet de Chèvreville era de 196 persones. Hi havia 72 famílies de les quals 12 eren unipersonals (4 homes vivint sols i 8 dones vivint soles), 24 parelles sense fills i 36 parelles amb fills.
La població ha evolucionat segons el següent gràfic:

### Habitatges
El 2007 hi havia 83 habitatges, 73 eren l'habitatge principal de la família, 6 eren segones residències i 4 estaven desocupats. 82 eren cases i 1 era un apartament. Dels 73 habitatges principals, 64 estaven ocupats pels seus propietaris i 9 estaven llogats i ocupats pels llogaters; 3 tenien dues cambres, 8 en tenien tres, 14 en tenien quatre i 48 en tenien cinc o més. 62 habitatges disposaven pel capbaix d'una plaça de pàrquing. A 18 habitatges hi havia un automòbil i a 49 n'hi havia dos o més.

### Piràmide de població
La piràmide de població per edats i sexe el 2009 era:
| Homes | Edats   | Dones |
| ----- | ------- | ----- |
| 0     | 95 o +  | 0     |
| 0     | 90 a 94 | 0     |
| 0     | 85 a 89 | 4     |
| 0     | 80 a 84 | 0     |
| 8     | 75 a 79 | 0     |
| 4     | 70 a 74 | 12    |
| 4     | 65 a 69 | 8     |
| 16    | 60 a 64 | 4     |
| 8     | 55 a 59 | 4     |
| 4     | 50 a 54 | 8     |
| 8     | 45 a 49 | 8     |
| 4     | 40 a 44 | 0     |
| 4     | 35 a 39 | 8     |
| 12    | 30 a 34 | 4     |
| 4     | 25 a 29 | 4     |
| 4     | 20 a 24 | 4     |
| 0     | 15 a 19 | 4     |
| 0     | 10 a 14 | 12    |
| 12    | 5 a 9   | 4     |
| 8     | 0 a 4   | 0     |

## Economia
El 2007 la població en edat de treballar era de 119 persones, 94 eren actives i 25 eren inactives. De les 94 persones actives 92 estaven ocupades (54 homes i 38 dones) i 2 estaven aturades (1 home i 1 dona). De les 25 persones inactives 8 estaven jubilades, 11 estaven estudiant i 6 estaven classificades com a «altres inactius».

### Ingressos
El 2009 a Chèvreville hi havia 80 unitats fiscals que integraven 212,5 persones, la mediana anual d'ingressos fiscals per persona era de 16.234 €.

### Activitats econòmiques
Dels 4 establiments que hi havia el 2007, 1 era d'una empresa de construcció, 1 d'una empresa de comerç i reparació d'automòbils, 1 d'una empresa de transport i 1 d'una entitat de l'administració pública.
L'únic servei als particulars que hi havia el 2009 era una lampisteria.
L'any 2000 a Chèvreville hi havia 21 explotacions agrícoles que ocupaven un total de 418 hectàrees.

## Equipaments sanitaris i escolars
El 2009 hi havia una escola elemental integrada dins d'un grup escolar amb les comunes properes formant una escola dispersa.

## Poblacions properes
El següent diagrama mostra les poblacions més properes.